# Touch (rivière)
Pour les articles homonymes, voir Touch.
Le Touch [tuʃ] , Toish [tuʃ] en occitan gascon local, est une  rivière du Sud de la France qui coule dans le département de la Haute-Garonne et la région Occitanie. C'est un affluent direct du fleuve la Garonne en rive gauche.

## Géographie
Il prend naissance à Lilhac dans la partie méridionale des coteaux de Gascogne aux confins du Comminges et se jette dans la Garonne au nord de Toulouse, en limite de la commune de Blagnac. La totalité du cours du Touch est située dans la Haute-Garonne, pour une longueur de 74,5 km.

### Bassin versant
Le bassin versant a une superficie de 508 km2 selon le SANDRE ou 515 km2 selon la Banque Hydro, et est orienté sud-ouest/nord-est. Il s’inscrit entre les bassins de la Save situé à l’ouest et celui de la Louge situé à l’est. Le bassin versant englobe le territoire de 61 communes dont 29 sont riveraines du cours d’eau.
Le Touch traverse d'abord, sur les trois quarts de son cours amont, un paysage très rural : 
- jusqu'à Lhilac et Fabas, c'est un paysage boisé et forestier ;
- puis, ses méandres parcourent une plaine alluviale occupée par des cultures céréalières et des activités d'élevage.

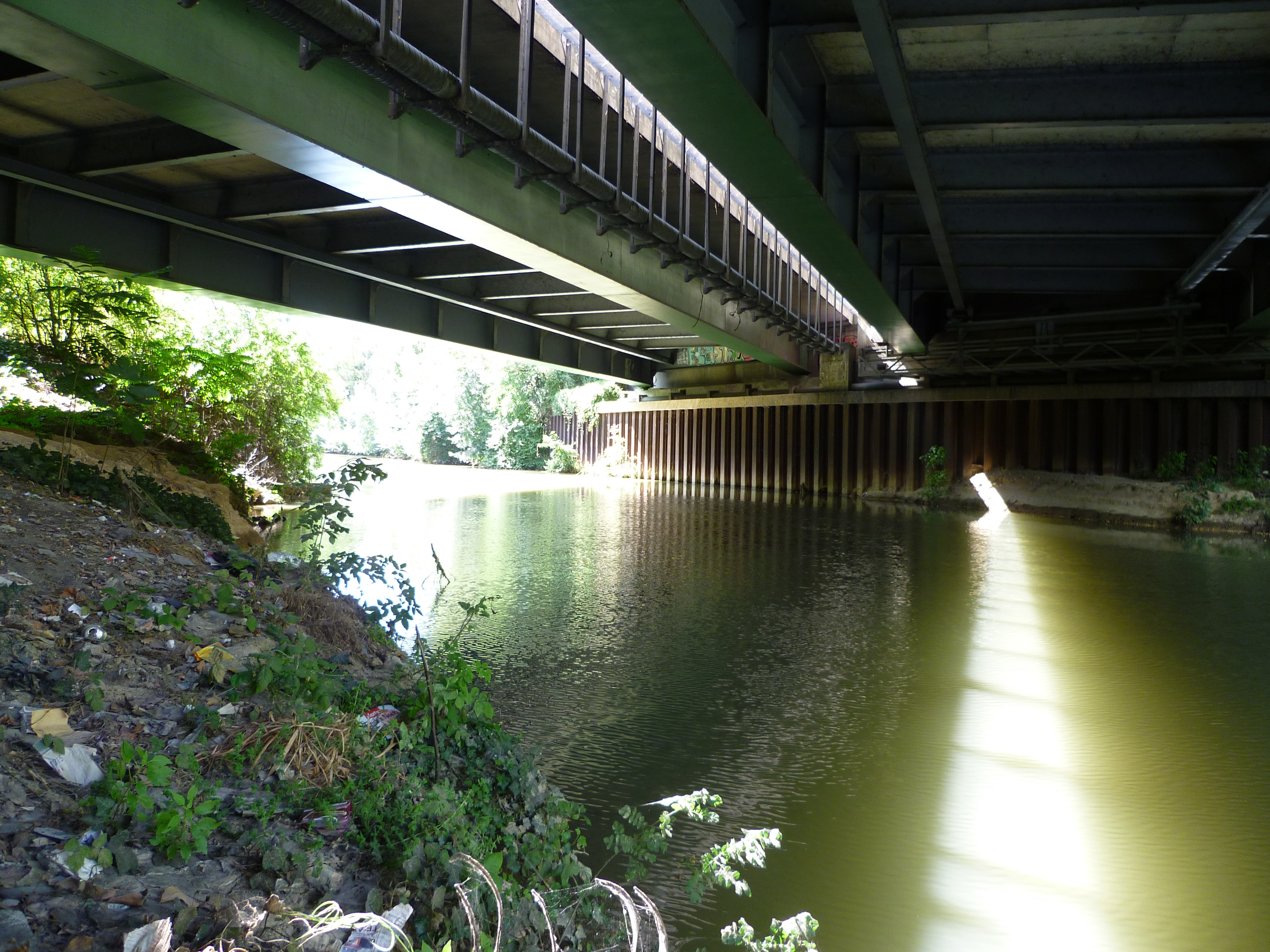
Le Touch sous l'A624 à Toulouse.

Le quart aval de ce cours d'eau pénètre ensuite dans un paysage urbain :
À partir de Plaisance-du-Touch et jusqu'à la confluence avec la Garonne, le paysage perd clairement son caractère agricole au profit d’un espace urbain plus dense ou il forme une coulée verte.

### Principales communes traversées
Dans le département de la Haute-Garonne, il traverse vingt neuf communes dont les communes suivantes : Pouy-de-Touges, Bérat, Lherm, Saint-Clar-de-Rivière, Fonsorbes, Plaisance-du-Touch, Tournefeuille, Blagnac, Toulouse.

### Toponyme
Le Touch a donné son hydronyme à la commune de Plaisance-du-Touch, à Saint-Martin-du-Touch (un ancien village devenu un quartier de Toulouse), et au lieu-dit Saint-Michel-du-Touch dans le quartier Ancely de Toulouse.

### Organisme gestionnaire
Le Syndicat Intercommunal d'Aménagement Hydraulique de la vallée du Touch et de ses affluents, situé à Rieumes (S.I.A.H du Touch), assure plusieurs missions :
- gestion de la ressource en eau, pour l'irrigation et l'alimentation en eau potable ;
- aménagement et entretien de la rivière Touch et de ses affluents.

## Affluents
| - Rive droite : - Ruisseau du Touch de Manan : 7,6 km - Ruisseau des Feuillants : 8,1 km - l'Ousseau : 26,2 km | - Rive gauche : - le Ruisseau de la Saverette : 9,6 km - le ruisseau de la Fontaine Sainte-Marie ou Ruisseau de Rieu Ferré : 9,1 km - la Bure ou la Garenne : 12,9 km - la Saudrune : 16,3 km - la Galage ou l'Aiguebelle : 16,3 km - l'Aiguelongue : 6 km - le Merdagnon : 7,1 km |  |

## Hydrologie
Comme toutes les rivières, le lit mineur du Touch s’élargit au fur et à mesure qu’il rencontre ses affluents : ce n'est qu'un petit ruisseau à l’amont de la retenue de Fabas (de 5 à 7 mètres de large), alors qu'en aval, à partir de la commune de Plaisance-du-Touch c'est une large rivière (entre 20 et 30 mètres de large).
Note - En période d'étiage, le cours du Touch est réalimenté sur sa partie amont par les retenues collinaires de Fabas et Savères ; sur sa partie aval par le biais du canal de Saint-Martory et de la retenue de la Bure. Cette réalimentation permet de fournir de l'eau pour l'irrigation et la salubrité et occasionnellement pour les besoins d'alimentation en eau potable.
Les débits exposés ici sont donc largement artificialisés.
Comme la plupart des autres cours d'eau du Lannemezan, le Touch est une rivière peu abondante, mais fort irrégulière.

### Le Touch à Toulouse
Son débit a été observé sur une période de 46 ans (1968-2013), à Toulouse (Saint-Martin-du-Touch), quartier situé au niveau de son confluent avec la Garonne. Le bassin versant de la rivière y est de 515 km2 soit la totalité de celui-ci, et à 143 m d'altitude.
Le module de la rivière à Toulouse est de 3,85 m3/s.
Le Touch présente des fluctuations saisonnières de débit bien marquées, avec une période de hautes eaux d'hiver et de printemps portant le débit mensuel moyen dans une fourchette allant de 4,85 et 6,62 m3/s, de décembre à mai inclus à l'exclusion du mois de mars (la baisse au cours de ce mois a pour origine : la fermeture du canal de Saint-Martory qui réalimente le Touch (et un de ses affluents) et le fait que pendant ce mois des prélèvements AEP sont réalisés directement dans le Touch). Dès le mois de juin, le débit diminue rapidement pour aboutir à la période des basses eaux qui se déroule de juillet à septembre inclus, avec une baisse du débit moyen mensuel allant jusqu'à 1,85 m3/s au mois d'août, ce qui reste très confortable pour un cours d'eau de cette taille.

### Étiage ou basses eaux

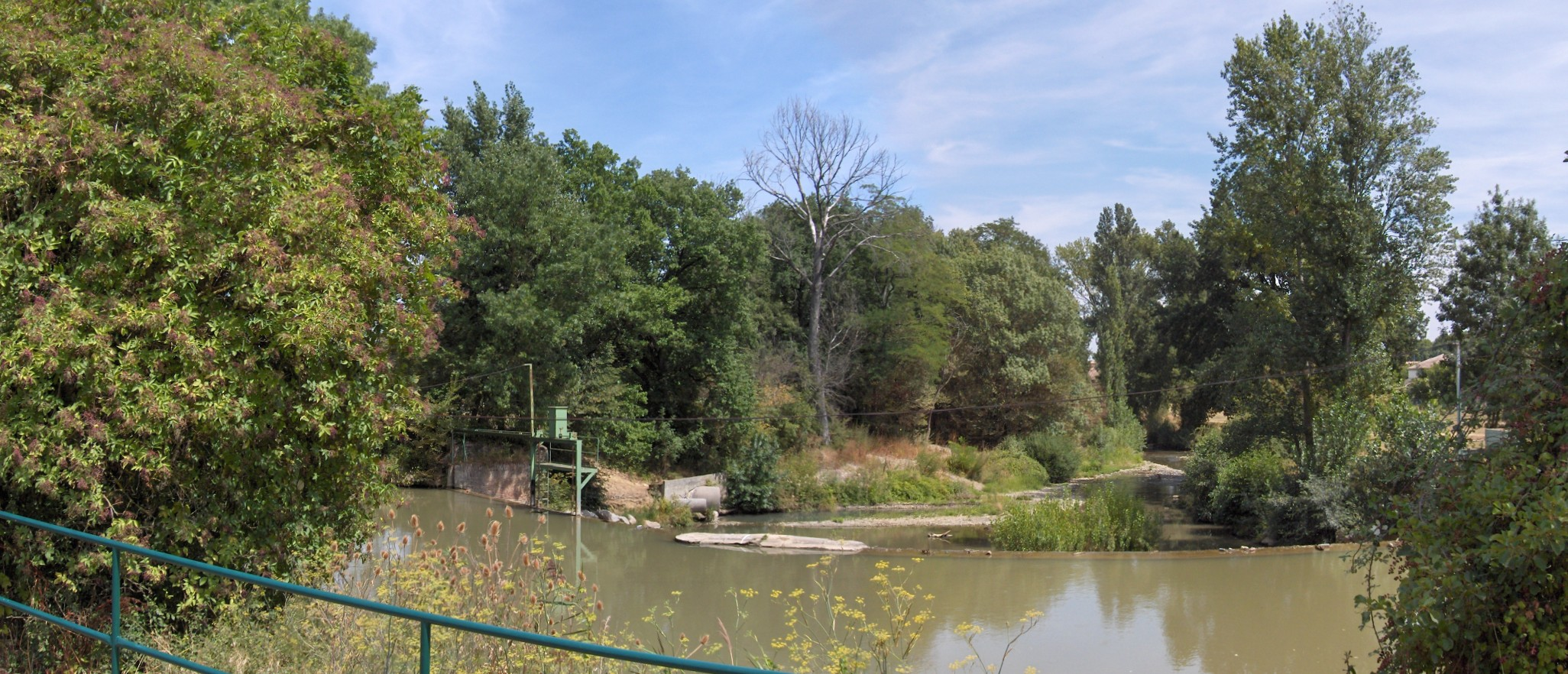
Le Touch à Plaisance-du-Touch.

À l'étiage, le VCN3 peut chuter jusque 0,510 m3/s en cas de période quinquennale sèche, soit 510 litres par seconde, ce qui est loin d'être sévère.

### Crues
Les crues peuvent être importantes compte tenu de la taille déjà assez élevée du bassin versant. Les QIX 2 et QIX 5 valent respectivement 67 et 100 m3/s. Le QIX 10 est de 120 m3/s, le QIX 20 de 140 m3/s, tandis que le QIX 50 se monte à 170 m3/s.
Le débit instantané maximal enregistré à Toulouse durant cette période, a été de 112 m3/s le 1er avril 1974, tandis que le débit journalier maximal enregistré était de 103 m3/s le 20 mai 1977. Si l'on compare la première de ces valeurs à l'échelle des QIX de la rivière, l'on constate que cette crue n'était même pas d'ordre décennal, et donc destinée à se reproduire fréquemment. La hauteur maximale instantanée observée a été de 414 cm ou 4,14 m le 5 février 2003.

### Lame d'eau et débit spécifique
Au total, le Touch est une rivière assez peu abondante. La lame d'eau écoulée dans son bassin versant est de 239 millimètres annuellement, ce qui est nettement inférieur à la moyenne de la France, tous bassins confondus (320 millimètres annuellement), et aussi du bassin de la Garonne (384 millimètres annuellement). Le débit spécifique de la rivière (ou Qsp) atteint de ce fait le chiffre assez moyen de 7,6 litres par seconde et par kilomètre carré de bassin.

## Faune et flore
De nombreuses espèces végétales et animales vivent dans la rivière ou dans les zones humides (ripisylves, prairies, …):
- La fritillaire pintade (Fritillaria meleagris), plante rare protégée, inventoriée par l’Association Nature Midi-Pyrénées sur des prairies humides de Plaisance-du-Touch et de Tournefeuille.
- Parmi les animaux vivant dans la rivière ou sur les berges, on peut citer : la truite fario, la grenouille agile, le héron bihoreau ou encore le martin-pêcheur.

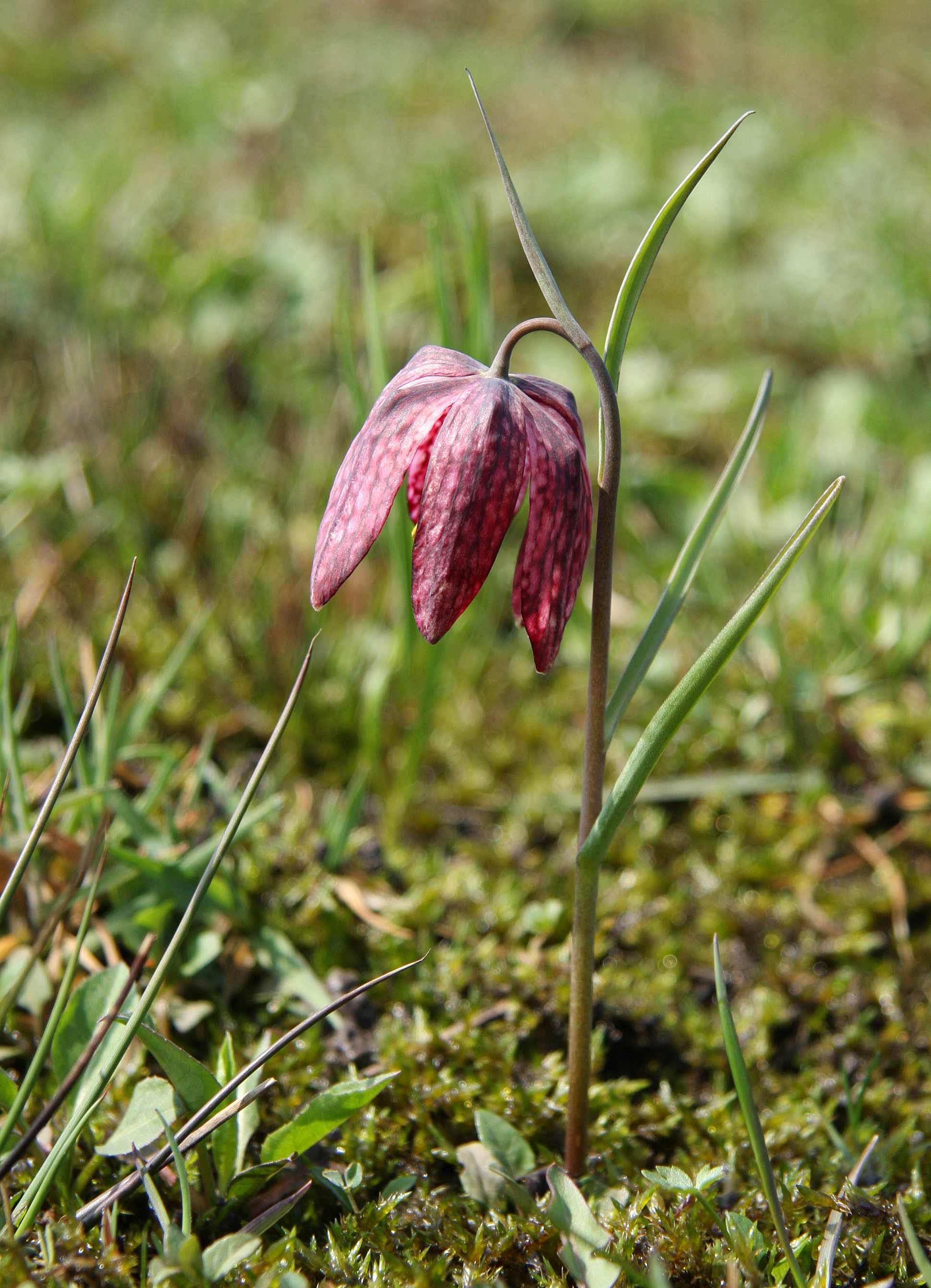
La fritillaire pintade.
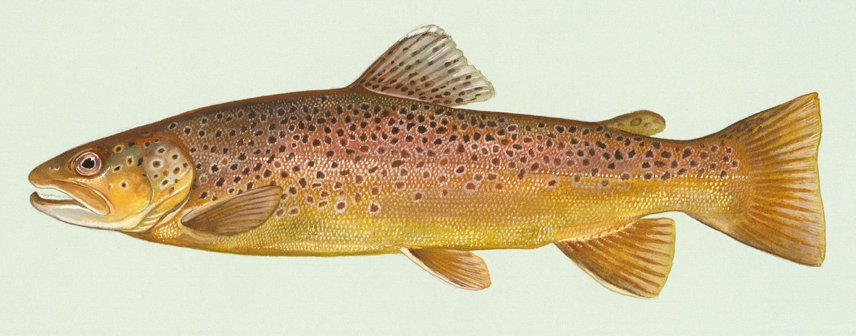
La truite fario.
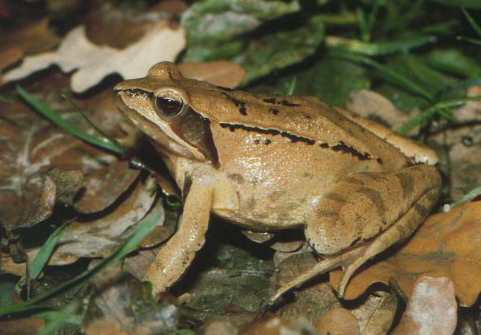
La grenouille agile.
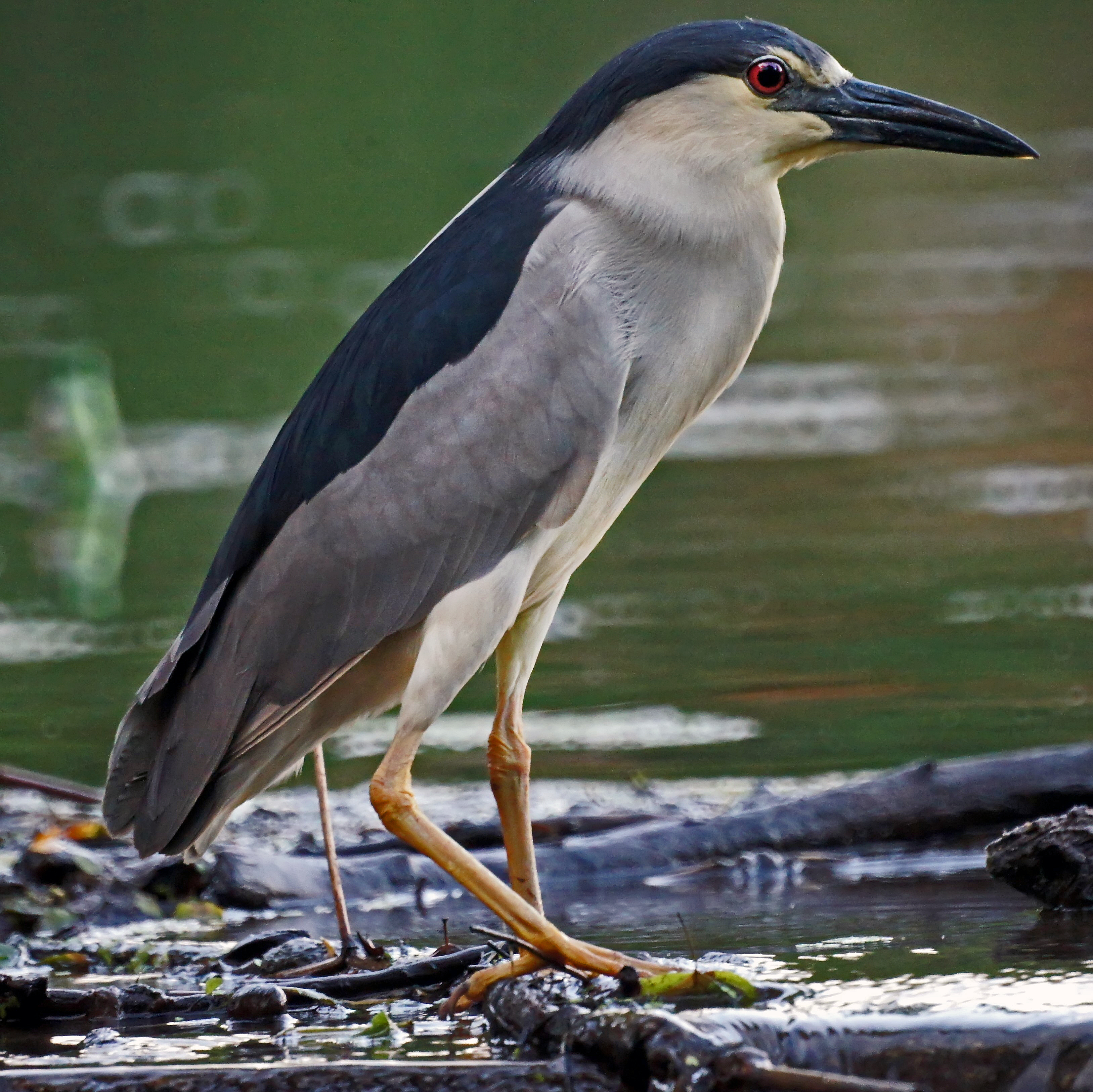
Le héron bihoreau.
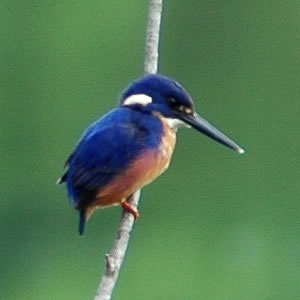
Le martin-pêcheur.